# Liste der Baudenkmäler in Halle (Westf.)
Die Liste der Baudenkmäler in Halle (Westf.) enthält die denkmalgeschützten Bauwerke auf dem Gebiet der Stadt Halle (Westf.) im Kreis Gütersloh in Nordrhein-Westfalen (Stand: April 2024). Diese Baudenkmäler sind in der Denkmalliste der Stadt Halle (Westf.) eingetragen; Grundlage für die Aufnahme ist das Denkmalschutzgesetz Nordrhein-Westfalen (DSchG NRW).

| Bild                                 | Bezeichnung | Lage                                              | Beschreibung                            | Bauzeit | Eingetragen seit   | Denkmal- nummer |
| ------------------------------------ | --- | ------------------------------------------------- | --------------------------------------- | ------- | ------------------ | --------------- |
| Amtsgericht                          | Amtsgericht | Lange Straße 46 Karte                             | Kulturgutverzeichnis, lfd. Nr. 11       |         | 22. Januar 1985    | A 1             |
| BW                                   | Ackerbürgerhaus | Bahnhofstraße 13 Karte                            | Kulturgutverzeichnis, lfd. Nr. 49       |         | 23. April 1985     | A 2             |
| weitere Bilder                       | Evangelische Pfarrkirche St. Johannes | Kirchplatz 17 Karte                               | Kulturgutverzeichnis, lfd. Nr. 2        |         | 30. April 1985     | A 3             |
| Wohn- und Geschäftshaus              | Wohn- und Geschäftshaus | Lange Straße 37 Karte                             | Kulturgutverzeichnis, lfd. Nr. 95       |         | 17. Juli 1985      | A 4             |
| BW                                   | Ackerbürgerhaus | Rosenstraße 3 Karte                               | Kulturgutverzeichnis, lfd. Nr. 83       |         | 26. Juli 1985      | A 5             |
| weitere Bilder                       | Wohnhaus (Museum) | Kirchplatz 3 Karte                                | Kulturgutverzeichnis, lfd. Nr. 62       |         | 6. September 1985  | A 6             |
| BW                                   | Ackerbürgerhaus | Bahnhofstraße 14 Karte                            | Kulturgutverzeichnis, lfd. Nr. 50       |         | 16. September 1985 | A 7             |
| Traufenhaus                          | Traufenhaus | Kirchplatz 10 Karte                               | Kulturgutverzeichnis, lfd. Nr. 67       |         | 17. September 1985 | A 8             |
| BW                                   | Fachwerkgebäude + Gartenhaus | Lange Straße 73 Karte                             | Kulturgutverzeichnis, lfd. Nr. 80       |         | 18. September 1985 | A 9             |
| Torhaus am Kirchplatz                | Torhaus am Kirchplatz | Lange Straße 50 Karte                             | Kulturgutverzeichnis, lfd. Nr. 79       |         | 24. September 1985 | A 10            |
| BW                                   | Fachwerkhaus | Kirchplatz 2 Karte                                | Kulturgutverzeichnis, lfd. Nr. 61       |         | 24. September 1985 | A 11            |
| Giebelhaus am Kirchplatz             | Giebelhaus am Kirchplatz | Lange Straße 48 Karte                             | Kulturgutverzeichnis, lfd. Nr. 63       |         | 1. Oktober 1985    | A 12            |
| BW                                   | ehem. Ackerbürgerhaus | Bahnhofstraße 15 Karte                            | Kulturgutverzeichnis, lfd. Nr. 51       |         | 18. Oktober 1985   | A 13            |
| BW                                   | Wohn- und Geschäftshaus | Bahnhofstraße 17 Karte                            | Kulturgutverzeichnis, lfd. Nr. 52       |         | 18. Oktober 1985   | A 14            |
| BW                                   | Kötterhaus | Bergkamp 1 Karte                                  | Kulturgutverzeichnis, lfd. Nr. 55       |         | 31. Oktober 1985   | A 15            |
| BW                                   | Fachwerkhaus mit Brunnen | Bergkamp 2 Karte                                  | Kulturgutverzeichnis, lfd. Nr. 56       |         | 6. November 1985   | A 16            |
| Fachwerkgebäude                      | Fachwerkgebäude | Bahnhofstraße 3 Karte                             | Kulturgutverzeichnis, lfd. Nr. 42       |         | 6. November 1985   | A 17            |
| Traufenhaus                          | Traufenhaus | Bahnhofstraße 7 Karte                             | Kulturgutverzeichnis, lfd. Nr. 44       |         | 28. November 1985  | A 18            |
| Giebelfassade                        | Giebelfassade | Kirchplatz 11 Karte                               | Kulturgutverzeichnis, lfd. Nr. 68       |         | 27. November 1985  | A 19            |
| Traufenhaus                          | Traufenhaus | Kirchplatz 7 Karte                                | Kulturgutverzeichnis, lfd. Nr. 65       | 1615    | 27. November 1985  | A 20            |
| Ackerbürgerhaus                      | Ackerbürgerhaus | Halle Bahnhofstraße 4 Karte                       | Kulturgutverzeichnis, lfd. Nr. 43       |         | 8. April 1986      | A 21            |
| BW                                   | Ackerbürgerhaus | Bahnhofstraße 2 Karte                             | Kulturgutverzeichnis, lfd. Nr. 41       |         | 8. April 1986      | A 22            |
| weitere Bilder                       | Kath. Pfarrkirche St. Johannes Evangelist Stockkämpen und Pfarrhaus Stockkämper Weg                                                                          | Hörste Eichenweg 27 Karte                         | Kulturgutverzeichnis, lfd. Nr. 6 und 13 |         | 5. August 1986     | A 23            |
| Traufenhaus                          | Traufenhaus | Kirchplatz 15 Karte                               | Kulturgutverzeichnis, lfd. Nr. 71       |         | 22. September 1986 | A 24            |
| BW                                   | Bürgerhaus | Lange Straße 4 Karte                              | Kulturgutverzeichnis, lfd. Nr. 76       |         | 23. September 1986 | A 25            |
| Traufenhaus                          | Traufenhaus | Kirchplatz 5 Karte                                | Kulturgutverzeichnis, lfd. Nr. 64       | 1717    | 30. September 1986 | A 26            |
| Giebelhaus-Fassade                   | Giebelhaus-Fassade | Kirchplatz 13 Karte                               | Kulturgutverzeichnis, lfd. Nr. 69       |         | 3. Oktober 1986    | A 27            |
| Fachwerk-Giebelhaus                  | Fachwerk-Giebelhaus | Bahnhofstraße 10 Karte                            | Kulturgutverzeichnis, lfd. Nr. 47       |         | 10. Februar 1987   | A 28            |
| Brennerei und Remise Kisker          | Brennerei und Remise Kisker | Kiskerstraße 2 Karte                              | Kulturgutverzeichnis, lfd. Nr. 16       |         | 25. Februar 1987   | A 29            |
| weitere Bilder                       | Altes Postgebäude | Bahnhofstraße 34 Karte                            | Kulturgutverzeichnis, lfd. Nr. 14       |         | 11. März 1987      | A 30            |
| Giebelhaus                           | Giebelhaus | Kirchplatz 14 Karte                               | Kulturgutverzeichnis, lfd. Nr. 70       |         | 22. Oktober 1987   | A 31            |
| BW                                   | Traufenhaus | Bahnhofstraße 18 Karte                            | Kulturgutverzeichnis, lfd. Nr. 53       |         | 28. Oktober 1987   | A 32            |
| BW                                   | Fachwerkwohngebäude | Treiberweg 3 Karte                                |                                         |         | 20. Januar 1988    | A 33            |
| Umkleidekabinen Freibad              | Umkleidekabinen Freibad | Gausekampweg 4 Karte                              | Kulturgutverzeichnis, lfd. Nr. 28       |         | 20. Januar 1988    | A 34            |
| BW                                   | Kötterhaus | Hoppenkamp 2 (alte Adresse: Kreisstraße 36) Karte | Kulturgutverzeichnis, lfd. Nr. 75       |         | 18. April 1988     | A 35            |
| Speicher                             | Speicher | Künsebeck Ascheloher Weg 7 Karte                  | Kulturgutverzeichnis, lfd. Nr. 40       |         | 22. Juni 1988      | A 36            |
| Kriegerehrenmal Kölkebeck            | Kriegerehrenmal Kölkebeck | Kölkebeck Am Denkmal 1 Karte                      | Kulturgutverzeichnis, lfd. Nr. 35       |         | 17. Oktober 1988   | A 37            |
| weitere Bilder                       | Ev. Pfarrkirche Hörste | Alte Dorfstraße 4 Karte                           | Kulturgutverzeichnis, lfd. Nr. 1        |         | 14. Dezember 1988  | A 38            |
| BW                                   | Speicher (Altenteilerhaus) | Wacholderstraße 8 Karte                           | Kulturgutverzeichnis, lfd. Nr. 93       |         | 13. Januar 1989    | A 39            |
| BW                                   | ehem. Schafscheune mit nördl. Anbau | Heuweg 7 Karte                                    |                                         |         | 20. Juni 1989      | A 40            |
| BW                                   | Kötterhaus | Tiegstraße 35 Karte                               | Kulturgutverzeichnis, lfd. Nr. 88       |         | 18. Dezember 1989  | A 41            |
| BW                                   | Wohnhaus | Lange Straße 34 Karte                             | Kulturgutverzeichnis, lfd. Nr. 78       |         | 24. April 1990     | A 42            |
| Güterbahnhof                         | Güterbahnhof | Bahnhofstraße 42 Karte                            | Kulturgutverzeichnis, lfd. Nr. 22       |         | 8. Oktober 1990    | A 43            |
| Alter Hof „Am Laibach“               | Alter Hof „Am Laibach“ | Am Laibach 33 Karte                               | Kulturgutverzeichnis, lfd. Nr. 39       |         | 9. Januar 1991     | A 44            |
| BW                                   | ehem. Heuerlingshaus (Fachwerk) | Postweg 51 Karte                                  |                                         |         | 14. Juli 1993      | A 45            |
| BW                                   | Wohn-/Wirtsch.Gebäude mit Nebengeb. | Ruthebachstraße 11 Karte                          | Kulturgutverzeichnis, lfd. Nr. 85       |         | 12. März 1996      | A 46            |
| Rathaus I mit Nebengebäude und Mauer | Rathaus I mit Nebengebäude und Mauer | Ravensberger Straße 1 Karte                       | Kulturgutverzeichnis, lfd. Nr. 15       |         | 15. Mai 1997       | A 47            |
| weitere Bilder                       | Jüdischer Friedhof Halle (Westfalen) | Moltkestraße Karte                                | Kulturgutverzeichnis, lfd. Nr. 5        |         | 28. April 1997     | A 48            |
| weitere Bilder                       | Schlossanlage Tatenhausen (Schlossanlage mit Rentei und landw. Nebengebäuden, Orangerie, Bockemühle sowie umgebendem Park-/Waldbereich)                      | Bokel Schloßweg 2 Karte                           | Kulturgutverzeichnis, lfd. Nr. 10       |         | 2. Mai 1997        | A 49 Wikidata   |
| Gasthof Tatenhausen                  | Gasthof Tatenhausen | Versmolder Straße 15 Karte                        | Kulturgutverzeichnis, lfd. Nr. 91       |         | 8. Dezember 1997   | A 50            |
| BW                                   | Wohn- und Geschäftshaus | Kaiserstraße 12 Karte                             |                                         |         | 19. August 1999    | A 51            |
| BW                                   | ehem. Bauernhaus | Burgstraße 3 Karte                                |                                         |         | 28. Juni 2000      | A 52            |
| Stollenmundloch „Katharinenstollen“  | Stollenmundloch „Katharinenstollen“ | Theenhausener Straße Karte                        |                                         |         | 28. Juni 2000      | A 53            |
| BW                                   | Hofhaus (Vierständer), Stodieks Hof 2 | Hofweg 2 Karte                                    | Kulturgutverzeichnis, lfd. Nr. 87       |         | 18. Dezember 2000  | A 54            |
| BW                                   | Altes Badehaus | Bokel Versmolder Straße 9 Karte                   |                                         |         | 29. April 2002     | A 55            |
| BW                                   | Hofanlage bestehend aus Hallenhaus, Stall, Hühnerstall, großer Scheune, Remise, Torhaus, Gartenumfriedung mit Waschhäuschen sowie drei baumbestandene Aleen. | Bokel Gütersloher Straße 38 Karte                 | Kulturgutverzeichnis, lfd. Nr. 58       |         | 29. April 2002     | A 56            |
| ehemaliges Badehaus                  | ehemaliges Badehaus | Versmolder Straße 9/11 Karte                      |                                         |         | 29. April 2002     | A 56            |
| BW                                   | Bauernhaus mit Feldstein-Pflasterung | Kreisstraße 31 Karte                              | Kulturgutverzeichnis, lfd. Nr. 74 a     |         | 23. August 2002    | A 57            |
| Kaffeemühle, Bergkamp                | Kaffeemühle, Bergkamp | Bergkamp Karte                                    | Kulturgutverzeichnis, lfd. Nr. 32       |         | 28. Februar 2006   | A 58            |
| BW                                   | Atelierhaus + Werkstatt „Strecker“ | Gartenstraße 4 Karte                              |                                         |         | 26. September 2012 | A 59            |
| BW                                   | Wohnhaus | Lange Straße 32 Karte                             |                                         |         | 24. August 2023    | A 60            |
| BW                                   | Wohnhaus „Villa Diering“ | Am Laibach 30 Karte                               |                                         |         | 2. April 2024      | A 61            |